# John Dies at the End (novela)
John Dies at the End es una novela cómica de terror lovecraftiana escrita por Jason Pargin (también conocido como David Wong) que se publicó por primera vez en línea como una serie web a partir de 2001, luego como un manuscrito editado en 2004 y un libro de bolsillo impreso en 2007, publicado por Permuted Press. Se estima que 70.000 personas leyeron las versiones gratuitas en línea antes de que fueran eliminadas en septiembre de 2008. Thomas Dunne Books publicó la historia con material adicional de tapa dura el 29 de septiembre de 2009. Al libro le siguieron tres secuelas, This Book Is Full de Spiders en 2012, ¿Qué diablos acabo de leer? en 2017 y Si este libro existe, estás en el universo equivocado, en 2022.  En 2012 se estrenó una adaptación cinematográfica de Don Coscarelli.

## Trama
David y John son un par de investigadores paranormales que viven en una ciudad anónima del Medio Oeste (a la que en la novela se hace referencia como "No revelada"). Dave se encuentra con el periodista Arnie en un restaurante local y le cuenta el origen de sus inusuales habilidades y las de John.
La historia principal comienza con David y John en una fiesta, donde John actúa con su banda Three Arm Sally. David abandona la fiesta temprano después de un enfrentamiento con un "mago aficionado" que parecía tener poderes sobrenaturales reales, lo que lo dejó conmocionado. David vuelve a casa con una setter irlandesa llamada Molly, que parece haberlo elegido como su nuevo dueño. David se despierta en medio de la noche con una llamada de John, pidiéndole que venga a salvarlo de algo en su apartamento. David se encuentra con John en su apartamento y lo salva de un "monstruo" que Dave no puede ver. Luego van a Denny's, donde John revela que ha tomado una droga conocida como "salsa de soja". John le muestra a David una jeringa que contiene la droga, que le dio el mago, quien le dijo a John que su nombre es "Robert Marley". David se guarda la jeringa en el bolsillo. Más tarde, David se inyecta accidentalmente la droga que tiene en el bolsillo y comienza a sentir los efectos.
El detective de la policía local Lawrence Appleton le informa a David que todos los miembros de la fiesta, excepto él, están muertos o desaparecidos, lo que resulta no ser cierto. Mientras interrogan a David, se informa a Appleton y David que John ha muerto en la otra habitación, lo que hace que Appleton deje a David solo en la sala de interrogatorios. Misteriosamente, David recibe una llamada de John instándolo a escapar de la custodia en el caos que se produjo después de que se quedara en la otra habitación. Después de una breve pelea con un demonio disfrazado de oficial, David sigue las instrucciones de John por teléfono para ir a la casa rodante de Robert Marley. Mientras está allí, David ve un televisor que muestra los últimos momentos de Robert Marley: explota en un enorme enjambre de insectos voladores sin alas que parecen granos de arroz. Estos insectos luego vuelan hacia otra persona que vino del grupo y los excavan, aparentemente poseyéndolos. Appleton llega poco después de David para quemar el remolque, presa del deseo de purgar la ciudad del mal que cree que ha llegado. Deja a David por muerto después de dispararle en el pecho con una bala defectuosa y luego se va. David es rescatado por Molly conduciendo su auto a través de la pared del remolque. Poco después, Molly comienza a "hablar" con la voz de John, lo que insta a David a ir a Las Vegas a buscar a Albert Marconi.
David va a casa a lavarse y cambiarse de ropa. Después de salir de la ducha, David encuentra al hombre que había sido poseído por los insectos que una vez estuvieron en Marley. Le dice a David que lo llame Shitload porque "hay un montón de nosotros aquí". Después de sobrevivir a múltiples disparos, Shitload secuestra a David, quien queda inconsciente después de que Shitload lo golpea repetidamente en las pelotas. David se despierta en la parte trasera de un camión de licores con John y otros supervivientes de la fiesta y parecen dirigirse al Hotel Luxor en Las Vegas para reunirse con Albert Marconi, un experto en lo paranormal. De camino a Las Vegas, el detective Appleton rescata al grupo de Shitload. Poco después, explota en un enjambre de insectos blancos, que poseen a uno de los otros supervivientes, lo que obliga a David a matar y quemar su cuerpo.
Una escena de batalla culminante tiene lugar en Luxor e involucra muchos extraños monstruos escorpión y un portal a lo que aparentemente es el Infierno que desata varias entidades llamadas Personas de las Sombras. Marconi cierra el portal y John y David regresan a casa y reanudan sus vidas.
Un año después, Dave y John comienzan a investigar varios fenómenos extraños, todos causados por los Hombres de las Sombras. Sólo David está atormentado por mensajes de un "Korrok", que aparentemente alberga mala voluntad hacia David y de alguna manera está orquestando gran parte de los fenómenos. Finalmente, David y John son llamados a la casa del anterior dueño de Molly y uno de los sobrevivientes que murió en el Luxor, "Big" Jim Sullivan, para investigar la desaparición de la hermana de Jim, Amy. Amy desapareció detrás de una puerta cerrada sin otras entradas. Después de que Amy reaparece, David y John toman más salsa de soja para adquirir la conciencia sobrenatural de que sienten que necesitan confrontar la fuente de los Hombres de las Sombras y detenerlos para siempre. Luego construyen una bomba, que Molly se come accidentalmente. Después de rastrear a los Hombres de las Sombras hasta un centro comercial abandonado, John y Dave son transportados a otra dimensión donde son recibidos por seguidores de un ser divino llamado Korrok, quien comanda a los Hombres de las Sombras en un intento por conquistar todos los universos posibles para el consumo y la diversión a través de actos de genocidio masivo y tortura. Se les informa que mediante el uso de la salsa de soja, ahora son los vectores elegidos a través de los cuales los Hombres de las Sombras invadirán su mundo. Al escapar de sus captores, los dos huyen con Molly justo cuando la bomba detona.
Un incrédulo Arnie se niega a creerle a Dave, incluso después de que le mostraron uno de los monstruos que convocaron los Hombres de las Sombras. Después de que Arnie cuenta una historia sobre sus años de juventud como reportero en la que un policía se refirió a él como una palabra con N, David se da cuenta de que Arnie, a quien ve como un hombre blanco, debe manifestarse como un fantasma. David revela al verdadero Arnie muerto en el maletero del coche alquilado de Arnie. Arnie entra en pánico y desaparece.
En un epílogo, John y Dave encuentran otro portal dimensional habitado por miembros de una organización paramilitar, quienes les dicen a los dos amigos que son los elegidos para salvarlos. Molestos, John y Dave se van y observan cómo un grupo de adolescentes atraviesa el portal y salva la dimensión.

## Personajes
David Wong: autor sustituto y protagonista de la novela. Dave narra la novela desde la perspectiva de primera persona . Dave es cohibido y sarcástico, por lo que su narración no es confiable como verdad (dice que ha sido "mayormente" honesto con Arnie y, por lo tanto, con el lector). Dave es un holgazán que trabaja en varios trabajos con salario mínimo en su ciudad local; Durante la línea de tiempo de la historia, trabaja en una tienda de alquiler de videos.
John: El mejor amigo de Dave desde hace mucho tiempo. John está frecuentemente bajo la influencia de diversas drogas, y la necesidad de Dave de rescatar a John de varias situaciones difíciles impulsa la trama hacia adelante. Su banda toca en la fiesta que abre la historia principal.
Molly: Molly es el perro adoptivo de David, un "perro óxido irlandés", cuyas etiquetas indican que anteriormente perteneció a la familia Sullivan. Dave encuentra a Molly en la fiesta al comienzo de la historia principal. Cuando Dave intenta devolver el perro, se niegan a recibirlo y éste sigue a Dave durante la mayor parte de la historia.
Arnie Blondestone: Un periodista que investiga asuntos paranormales, su entrevista con Dave proporciona una historia que enmarca los acontecimientos principales de la novela.
Robert Marley: Un traficante de drogas presente en la fiesta al comienzo de la historia, proporciona una droga conocida como "salsa de soja" que mata a sus usuarios o les otorga poderes sobrenaturales.
Jennifer Lopez , "Big" Jim Sullivan , Fred Chu: tres asistentes a la fiesta que estuvieron presentes en la fiesta al comienzo de la historia que pone en marcha la trama. Los tres se unen a John y Dave en el viaje a Las Vegas en el Libro 1. "Big" Jim y Fred mueren en los eventos, mientras que Jennifer (de quien Dave ha estado enamorado desde la escuela secundaria) termina saliendo con Dave por un tiempo. mientras que durante el período entre las dos historias principales.
Amy Sullivan: Hermana tímida de "Big" Jim Sullivan. Le falta la mano izquierda debido a un accidente en el que murieron sus padres. Hacia el final y en novelas posteriores, Amy está saliendo con David.
Detective Lawrence Appleton: Detective del Departamento de Policía de Undisclosed, comienza a investigar las muertes de varios de los asistentes a la fiesta, pero se obsesiona con el caso y pasa de ser un investigador a tratar de detener activamente el mal que está operando en Undisclosed. Le recuerda a Dave a un famoso actor afroamericano, que Dave piensa erróneamente que es Morgan Freeman .
Doctor Albert Marconi: ex sacerdote y actual profesor de actividades paranormales, actúa como una especie de asesor de Dave y John.
Danny Wexler: comentarista deportivo local cuya posesión por parte de The Shadow Men proporciona el incidente incitador en el Libro 2.
Krissy Lovelace: vecina de Danny que inicia la investigación principal en el Libro 2.
Korrok: Se cree que es una deidad maligna adorada por varias culturas diferentes en la historia de la humanidad. Korrok actúa como el principal antagonista de la novela, y muchos de los demonios con los que se encontraron David y John a lo largo de la novela actúan como sus sirvientes. Korrok se representa de muchas maneras, tanto físicas como metafóricas.
"Shitload": Uno de los secuaces sobrenaturales de Korrok. La forma natural de Shitload consiste en un enjambre de pequeños insectos blancos comparables a los bastones descritos en las teorías criptozoológicas.

## Críticas
El crítico Bryan Gatchell la consideró "una parodia de una novela de terror ", y dijo: "La historia combinaba el horror de los escritos de H.P. Lovecraft y el surrealismo de la pintura de Heironymus [sic] Bosch con la estupidez de principios de los años 20 (es decir, su edad) de sus dos protagonistas principales, David Wong y John... Pueden ver cosas que ningún otro ser humano puede ver, como hombres sombra, demonios, gusanos flotantes, murales obscenos de comida rápida, puertas fantasma, hombres que los observan a través de la televisión y perros del tamaño de , criaturas parecidas a escorpiones que llevan pelucas... Wong se siente mucho más a gusto cuando se trata de los aspectos humorísticos de la historia... Curiosamente, el mejor momento de la novela no tiene nada que ver con el terror (en el sentido tradicional sentido) o el humor La novela se vuelve más apasionante cuando David describe un incidente violento cuando era un estudiante de secundaria. El resto de la novela es divertida, pero en este momento, la novela rompe con sus orígenes jocosos en Internet y parece entrar en juego. "Se considera un libro genuinamente bueno."
El libro recibió una crítica positiva en The Guardian, y el crítico Eric Brown lo comparó con las obras de Philip K. Dick, Kurt Vonnegut y Hunter S. Thompson y escribió "puede que sea un fárrago de tonterías, pero también es insuperable gracias a la gran ritmo narrativo y su par de simpáticos holgazanes".
Una reseña en Publishers Weekly fue positiva y dijo que "la visión inteligente del libro sobre el miedo logra aprovechar el temor existencial de los lectores en una página y luego hacerlos reír en la siguiente".
Una reseña en Kirkus Reviews criticó el escrito como "torpe", pero finalmente elogió el libro y concluyó que "cuando es divertido, es muy divertido, pero cuando la situación requiere escalofríos, los proporciona con creces".
Sandra Scholes, que escribió una reseña destacada en SF Site, recomendó el libro y afirmó que "para aquellos a quienes les gusta profundizar en los reinos de lo irreal y poco convencional, este es realmente bueno".

## Secuelas
Una secuela del libro, Este libro está lleno de arañas (This Book Is Full of Spiders), se publicó el 2 de octubre de 2012. Originalmente tenía el título provisional de John and Dave and the Fifth Wall antes de que Wong anunciara el título oficial. Parte del libro se alojó originalmente en el sitio web oficial bajo el título de John and Dave and the Temple of X'al'naa'thuthuthu, pero fue eliminado del sitio. Posteriormente, Wong volvió a publicar el extracto en el sitio web en febrero de 2009, pero lo eliminó al año siguiente.
Un tercer libro de la serie se publicó el 3 de octubre de 2017, bajo el título ¿Qué diablos acabo de leer?: una novela de terror cósmico. (What the Hell Did I Just Read: A Novel of Cosmic Horror.)
El cuarto libro de la serie, Si este libro existe, estás en el universo equivocado (If This Book Exists, You're in the Wrong Universe), se publicó en octubre de 2022. Este libro se publicó con el nombre real de Wong, Jason Pargin, al igual que las recientes ediciones de bolsillo de los libros anteriores.

## Adaptación
El director Don Coscarelli compró los derechos cinematográficos del libro; y posteriormente escribió y dirigió la adaptación cinematográfica.
El rodaje comenzó el 21 de octubre de 2010. La película está protagonizada por Paul Giamatti como Arnie Blondestone y Clancy Brown como el Dr. Marconi, y Giamatti también ayudó a producir. Los actores Chase Williamson y Rob Mayes interpretan los papeles principales de Dave y John, respectivamente.
La película se estrenó en el Festival de Cine de Sundance 2012 el 24 de enero de 2012 y se estrenó como película teatral independiente al día siguiente.